# آن پولسکا
آن پولسکا (به انگلیسی: Anne Poleska) (زادهٔ ۲۰ فوریهٔ ۱۹۸۰) شناگر اهل آلمان است.